# 扭轉治療
扭轉治療（英語：conversion therapy），或稱迴轉治療、性傾向治療、性傾向矯正治療、性傾向迴轉治療、拗直治療，是指試圖透過心理或靈性介入來使人的性取向從雙性戀或同性戀轉化至異性戀，或者将其性别认同由跨性别转化为顺性别的嘗試，屬於偽科學的一種。沒有可靠的證據表明性傾向是能夠改變的，且醫療機構警告稱轉換療法是无效的，並可能帶來嚴重有害的後果，但仍有一些轉換療法的支持者聲稱轉換療法在使同性戀成為異性戀（脫離同性戀）上取得部分成功。美國、英國的醫學機構及政府機構均認為轉換療法有潛在危害。亞洲、歐洲和美洲的一些地方皆已立法禁止轉換療法的實施。
美國精神醫學學會（APA）反對任何「基於同性戀本身就是一种精神障礙的假設，並先驗地假設當事人應改變其同性戀傾向」的療法，並指企圖將性傾向改變的專業人士違反道德。它還指關於「平等對待同性戀者」的爭論正反方都會質疑對方的動機甚至人格，使得科學證據被相關質疑所掩蓋；而轉換療法的推廣則可能會危害社會，因為這會傳播關於性傾向的非科學觀點。美國軍醫署的時任署長大衛·薩切爾在2001年發表了一份報告，當中指出「沒有有效的科學證據表明性傾向是能夠改變的」。
目前最知名的轉換療法提倡者為基要主義派基督教團體等組織。與將同性戀稱為「疾病」相比，它們現時較傾向以宗教理由來支持該套療法的合理性。同性戀研究及治療全國協會（NARTH）為提倡世俗化的轉換療法的最大組織，它在很多時候會跟宗教團體存有合作關係。
1981年前美國和西歐的轉換療法常會用到的方法包括冰锥脑白质切除术、伴有激素治療的化學閹割、厌恶疗法（例子包括对生殖器官進行電擊、在同性性刺激物出現的同時喂食催吐劑）、自慰再制約法。在較近期，美國会使用的臨床技術則僅限於諮詢、想象、社交技能訓練、精神分析療法，以及像「祈禱、團體支援和壓力」般的靈性介入措施，儘管在20世紀90年代时亦見一些消息指還有一些無執照的人士会施行轉換療法。修復療法（reparative therapy）此一用詞一般為轉換療法的同義詞，但也有說法嚴格地認為它是用於特指跟伊丽莎白·莫伯利和約瑟夫·尼科洛西兩人有关的一種特定療法。

## 歴史
轉換療法的歷史可大致分為三段時期：前弗洛伊德時期、醫學界主流認可轉換療法的時期（此時心理健康機構成為了性的主要規範者）、後石牆起義時期（主流醫學界反對轉換療法的時期）。
在精神分析開始發展的初期，精神分析學家們就開始認為同性戀在某些情況下並非屬於病態，並就轉化同性戀的倫理問題進行了不同的探討。到了20世紀20年代，精神分析學界普遍認為同性戀是一種病態，並應積極對其進行治療，儘管以精神分析來改變同性戀傾向的效果並不樂觀——遭精神分析師認定為「變態」的同性戀通常是不可治癒的。分析師對同性戀的寬容態度有一部分源於對改變同性戀傾向的困難之處的了解。從20世紀30年代起的接下來20年，精神分析師們對同性戀的看法起了重大的改變，其中包括言辭上的改變——一些精神分析師開始隨意嘲笑和虐待擁有同性戀傾向的求診者。

### 歐洲

#### 西格蒙德·弗洛伊德

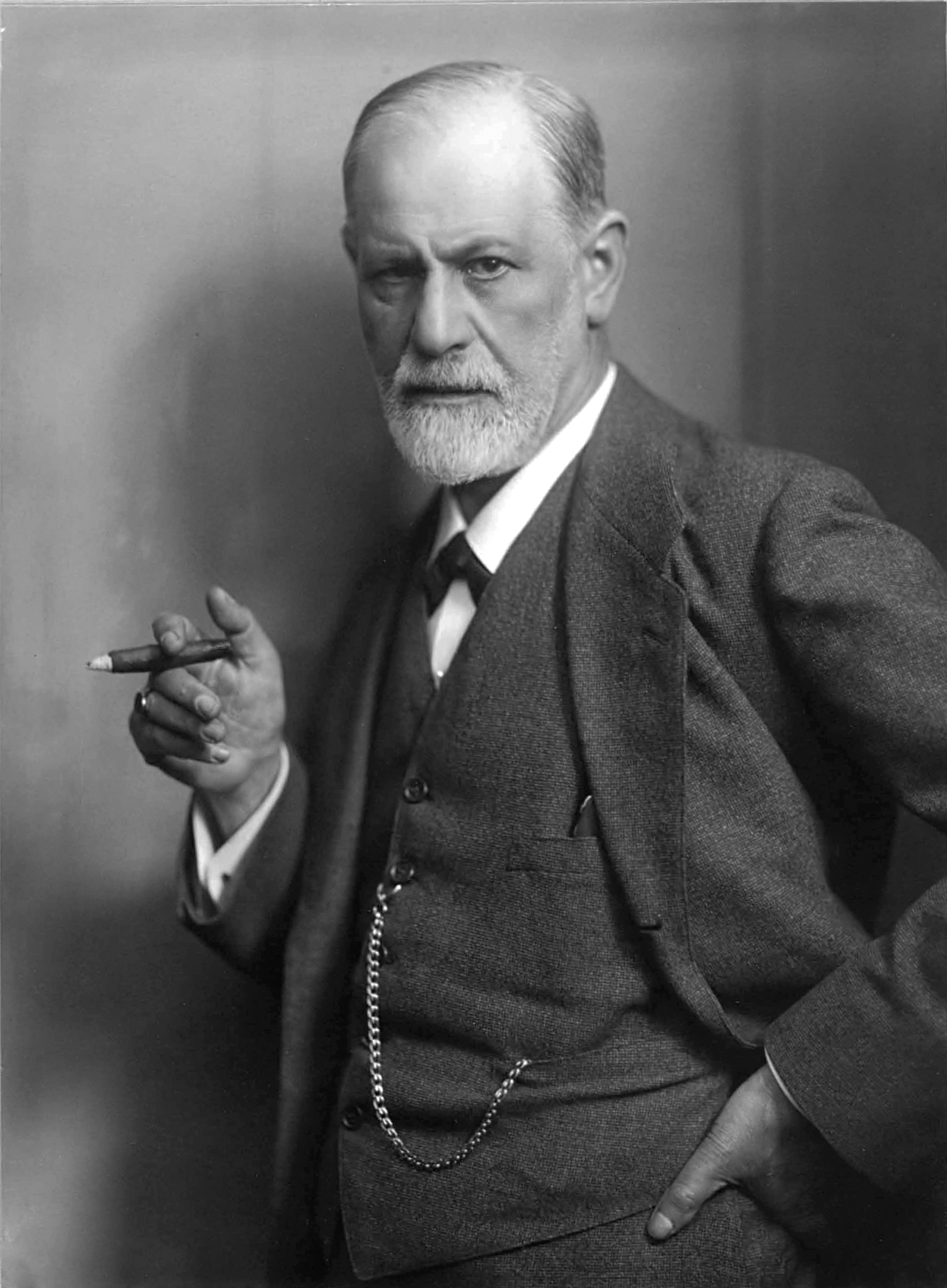
弗洛伊德對轉換療法能否成功持懷疑態度。

西格蒙德·弗洛伊德是一名醫師，同時亦是精神分析學的創始人。其認為同性戀傾向有時可以通過催眠暗示來消除。他同時亦受到維也納內分泌學家歐根·施泰納克（施泰納克曾試圖以移植異性恋男性的睾丸至同性戀男子身上的方式來改變其性傾向）的影響，認為其實驗「能充分反映同性愛慾的器質性決定因素」。此外其亦同時警告斯坦納赫的手術治療法不一定能夠普遍地應用，認為這種移植手術只有在該名男性的同性戀傾向跟女性典型身體特徵密切相關的情況下才能够適用，且類似的療法並不適用於女同性戀者身上。施泰納克的方法一般都是注定失敗的，因為免疫系統会排斥外來的腺體，使其失效，而此亦對當事人構成潛在風險。
弗洛伊德對女同性戀的主要探討主要集中於其在1920年發表的論文《女同性戀案例的心理成因》上，当中内容包括其對一名因父母擔心她是女同性戀者而接受治療的年輕女性的分析。該名年輕女性的父親希望她的同性戀傾向能夠改變。弗洛伊德認為該名女性的預後情況並不樂觀，而這可歸因於她接受治療前的情況，以及同性戀不是疾病或精神官能性衝突。弗洛伊德寫道轉化同性戀是十分困難的，且在極端情況下才有機會成功：「一般而言，將一個發展完全的同性戀者轉化至異性戀者的成功機會不比轉化異性戀者至同性戀者高。」這裡的「成功」是指令同性戀者能像異性戀者般以異性為對象建立親密關係，並擁有相關的情感，而不是使其同性戀傾向消除。
鮮有同性戀者相信異性性行為能帶给他們跟同性性行為一樣的愉悦感。弗洛伊德認為許多求診者都是因为像社會壓力般不足成理的原因而渴望轉化成異性戀者，且當中有些並不真正渴望成為異性戀者，尋求治療的原因只在於說服自己已盡一切可能去改變，並在達成自身所預期的「治療失敗」後繼續以同性戀身分自由地生活。
一名孩子的母親在1935年寫信給弗洛伊德，要求其對自身擁有同性戀傾向的孩子進行治療。弗洛伊德於是回信道：
|  | 我從你的信中了解到閣下的兒子是同性戀者……而這沒有什麼可羞愧的，其不是一種缺陷或退化现象；它不能遭歸為一種疾病；我們認為這是一種因性發展受到抑制而起的性功能變異……閣下問我能否幫助你的兒子，我想言下之意是你在問我能否將同性戀轉化成異性戀。此一問題的回答就是我們不能保證此一期望能夠實現。在大多數情況下，這是不可能成功的，除非我們成功地开發出妨害同性戀傾向的微生物。這是個人品性和年齡的問題，所以我們無法預測治療結果。 |

#### 桑多爾·費倫齊
桑多爾·費倫齊是一位有影響力的精神分析師。其希望徹底治愈某些同性戀者，並試圖在相關療程中減少男同性戀者對女性的敵意、他們對同性的性欲，並設法幫助他們產生「女性是擁有吸引力的」的思想。費倫齊認為一名對自身的性認同感到困惑，並覺得自己是「希望被男性所愛的女子」的男同性戀者基本沒有治癒的希望。費倫齊認為，在將來精神分析的技術得以改善時，同性戀便可完全治愈。

#### 安娜·弗洛伊德
西格蒙德·弗洛伊德之女安娜·弗洛伊德是一名英國的精神分析理論家，其具有一定的影響力。
安娜在一系列没寫成書的講座中報稱成功像治療神经症般治療同性戀。她於1949年在《国际精神分析杂志》上發表了《關於治療男同性戀者個案的一些臨床評論》。她認為需要重點留意同性性幻想與「奮鬥」之間如何互相影響，而後者會使對父親的認同失去。並認為應告訴求診者選擇在性事上被動的伴侶可以讓他享受；而選擇在性事上主動的伴侶則可以讓他重奪失去的男性氣質。她宣稱這樣的解釋能使遭到壓抑的閹割焦慮連同兒時的自戀一併激活，並消解其對異性性交的恐懼。
安娜於1951年分别在《精神分析季刊》和《美國精神分析師協會公告》上發表《男同性戀者臨床治療的觀察》和《同性戀》。並在當中堅持完全治療同性戀的必要條件為「对異性对象的完全愛慕」。她亦於同年主持關於治療同性戀的講座，不過內容受到了精神分析師埃德蒙·貝格勒的批評——因為他認為口腔恐懼於同性戀现象中的重要性大於閹割焦慮。
安娜於1956年向一位正為《觀察家報》擇寫一篇關於精神分析的报道的記者表示，她不同意其父親寫給該名美國母親的信，而理由如下：「現在我們可以治愈比起初想像還要多的同性戀者。另一個理由是讀者可能會認為所有的精神分析方法都是為了說服病人他們的缺陷或『跟道德抵觸的地方』並不重要，並應對此感到滿意——這種情況會使我們十分尴尬。」

#### 梅兰妮·克莱因
梅兰妮·克莱因的開創性書籍《兒童的精神分析》於1932年對外發行。克萊因於當中宣稱戀母情結是因克服口慾期和肛門期的原始焦慮而起的。並表示如果不能克服，戀母情結的發展则会趨向不穩定。對情結發展不穩的患者進行全面分析時需揭示他們於早期的焦慮。對同性戀者進行分析時则需要處理其於口慾期的偏执。《兒童的精神分析》以對男同性戀者B先生的分析作結，克萊因宣稱他所說明的病狀會在所有的同性戀者中出現：一個男同性戀者会把他伴侶的「好陰莖」理想化，以減輕他因母親於其幼时對「壞陰莖」的想像而起的偏執仇恨。她表示B先生的同性戀行為在克服愛慕男人的「好陰莖」的需要後消失。這是因為他恢復了對好母親的信念，以及在性上以好陰莖和充足的精液滿足「她」的能力。

#### 欧洲议会
欧洲议会於2018年3月以435對109票通過所有歐盟成員國皆需禁止實行轉換療法的法規。

### 美國

#### 20世紀
精神分析於1909年開始在美國得到認可，當時弗洛伊德應霍爾的邀請，前往伍斯特克拉克大學主持一系列的講座。亞伯拉罕·布里爾於1913年美国医学会年度會議舉辦前，在《美国医学会杂志》上發表了《同性戀的概念》一文，當中儘管批評了像膀胱沖洗、直腸按摩、閹割以及催眠術般的同性戀生理療法，但仍讚同弗洛伊德和費倫齊所開發的同性戀精神分析療法，稱其「非常有效」。布里爾對「治癒」所下的定義為對異性的性能力恢復，並以此宣稱他曾治好幾則同性戀病例，儘管許多求診於他的同性戀者仍然保持原樣。
威廉·施特克尔這位奧地利人於1930年在美國的《精神分析综述》上發表了他對治療同性戀的觀點，他於當中視其為一種疾病，並認為通過精神分析來治療同性戀的果效是「相當肯定的」，不過前提是它的流程正確，且求診者渴望接受治療。《精神分析季刊》於1932年刊出了海伦·多伊奇的论文《女同性戀》的翻譯版本，她於当中描述了其對一名女同性戀者所進行的分析，並指儘管她沒有因為治療而變成異性戀，但仍能與其他女性维持「一段正面積極的性關係」。多伊奇表示若她變成了異性戀，那麼結果便將會更佳。
埃德蒙·貝格勒为20世纪50年代最有影響力的精神分析理論家之一。他高声反对阿尔弗雷德·金赛的觀點；金賽的研究及其反應皆使得其致力於發展自身一套的治療理論，而這遭後來的女性研究副教授詹妮弗·特里形容為「責備受害者」。貝格勒宣稱若想改變的同性戀者接受了正確的治療法，那麼90％的病例皆能治癒。貝格勒以对抗療法來治療同性戀者，在當中他們會受到懲罰，以讓他們意識到自身的受虐癖好。貝格勒公開以違反職業道德的手段來達至此一目的，比如跟其他患者談論該些同性戀求診者的情況、欺負他們、稱他們為毫無價值的騙子。他堅持同性戀是可以治癒的，並積極反抗金赛的觀點，因為金賽視同性戀為一種可以接受的生活方式，減低「當事人想改變」此一有利治好同性戀的因素的出現機會。貝格勒於20世纪50年代利用美國雜誌和面向非專業人士的書籍去宣掦他的觀點。
弗洛伊德对該名希望治好兒子的母親的回信於1951年的《美国精神病学杂志》上刊登。次年美國精神醫學學會所出版的《精神疾病診斷與統計手冊第一版》（DSM-I）把同性戀定性為一种精神障礙。弗洛伊德死後的30年間，轉換療法得到了美國大部分精神病學機構的認可，此一情況直到石牆起義才为终结。歐文·比伯等人所擇寫的《同性戀：男同性戀的心理分析研究》於1962年对外發行，他們於當中總結道：「雖然改變性傾向對於一些人而言較为容易，但根據我們的判斷，擁有改變性傾向的強烈渴求的同性戀者皆有此一可能性」。1969年紐約的石牆酒吧發生了一宗暴動事件（石牆暴動），而這對同性戀權利運動有一定象徵意義，並被視為同性戀解放鬥爭的一個新里程碑。此一事件發生之後，對轉換療法的批評便日益增加，此外亦使人更為關注DSM-I對同性戀所下的定義。在經過多年同志活動家的批評和精神病學家之間的激辯後，美國精神醫學學會最终於1973年從手冊中移除了「同性戀」此一診斷。此一改動的支持者引用了金賽和伊夫林·胡克等研究者的研究作證據。精神科醫師兼APA命名委員會成員羅伯特·斯皮策（Robert Spitzer）在導致這一改動的事件中起了一定作用。批評者則認為這是同志活動家施壓的結果，並要求該學會就此進行一次公投。於是學會於1974年進行了一次公投，結果美國精神醫學學會的決定獲得了58%的多數支持。
美國精神醫學學會其後於1987年從DSM-III-R移除了自我不協調同性戀（ego-dystonic homosexuality）此一診斷，並公開反對像診斷其他疾病般對「同性戀」和「自我不協調同性戀」進行診斷。
轉換療法在20世紀90年代的主要貢獻者包括約瑟夫·尼科洛西，其所擇寫的書籍《男同性戀者的修復治療》於1991年首度發行。次年尼科洛西、查爾斯·索卡里兹和本傑明·考夫曼共同創立了同性戀研究及治療全國協會（NARTH），該協會的宗旨是「開發適用於所有想改變性傾向的同性戀者的心理治療」，並反對主流醫學界關於同性戀的觀點。
像家庭研究委員會和美國家庭協會般的基督教右派團體於1998年花費600,000美元去推廣轉換療法。脫離同性戀運動推廣者約翰·保羅克及其當時的妻子安妮更在報紙的一整版上刊出相關推廣資訊。

#### 21世紀
2001年，美国军医署的時任署长大衛·薩切爾發表了一份報告，當中指：「沒有可靠的證據表明性傾向是能夠改變的」。同年罗伯特·斯皮策的一項研究卻得出結論，指某些高度想改變的同性戀者能透過修復療法轉化成異成戀。斯皮策的結論是以其對200位自我選擇樣本所作的結構式訪談为依據，當中男性143名；女性57名。他在接受《华盛顿邮报》的訪問时指出：「研究顯示一些人能從同性戀變直，而我們應該承認這一點」。斯皮策的研究引起了媒體的關注和眾多爭議。他在2012年收回其所做的研究及其結論，並為「宣稱欠證據支持的修復療法是有效的」这一件事向同志群體道歉，稱此事為其職業的唯一污點。
美國精神分析協會在2004年公開反對同性戀研究及治療全國協會，指：「該協會不遵從我們的零歧視政策，他們的活動亦貶低了我們的同志成員」。同年，一項針對美国心理学会內部成員的調查發現，修復療法的評價為「絕對不可信」，然而研究者提醒這只是初步結論。
美国心理学会於2007年成立了一個評估修復療法相關政策的專責小組。
「宗教與同性戀」小组的發起人於2008年打消此一計劃，因為同志平權活動家稱其實質為「轉換療法和宗教權利支持者的公关活动，目的是使轉換療法合法化」。
美国心理学会於2009年指出：「當精神健康專家們向受自身或他人性傾向所困的个体提供協助時，我們建議其應避免以『推廣或承諾其能改變性傾向』此一行為來歪曲關於改變性傾向的信息……我們的結論亦認為當事人透過改變性傾向的嘗試所獲得的益處，跟透過不嘗試改變性傾向的方法而獲得的基本没有差别」。
美國主要精神衛生組織的相關道德倫理準則有所差異，從警戒實踐者其有嚴重後果，至軟性地指有道德的精神健康專家不會實行轉換療法（美國精神醫學學會）。美國司法部長在2011年2月23日寄给美國眾議院議長的信中表示：「雖然性傾向沒有明顯的表徵，但科學共識趨向於認為其是一種不可改變的特徵」。
同志權利團體和心理健康相關團體擔心修復療法可能有機會使人患上抑鬱症，以至自殺。2015年的時任總統奧巴馬公開反對此一實踐。

## 理論與技術

### 行為改造
美國精神醫學學會在1973年把「同性戀」此一診斷移除以前，轉換療法的提供者常會使用厌恶疗法去進行之，當中包括在同性性刺激物出現的同時对求診者進行電擊，或餵食催吐劑；異性性刺激物出現時則停止施予負面反饋。這樣做的目的是為了加強對異性的愛慕。M. P.費爾德曼於1966年發表的《對性偏差的厭惡療法：批判性評論》中宣稱其治癒率達58%，但道格拉斯·哈爾德曼則對「這種高壓手段能否使人出現性反應相關情感」感到懷疑，並指費爾德曼對治癒的定義為「克制同性戀行為的出现，並增加異性戀行為的發生機會」。
另一款療法則運用了內隱致敏法的相關原理，其透過指導求診者對嘔吐或電擊進行想像來完成之。研究者只對這一種療法進行过案例研究，且其結果存有矛盾。哈爾德曼指出行為制約只會減少對同性的愛慕，而不會增加對異性的情感，並引用了蘭加斯瓦米於1982年發表的《激起和增加同性戀者對異性的愛慕之困難：一個個案的研究》作例證。
哈爾德曼於總結中指出此一無效的手段可稱為酷刑，並指「接受這種治療的個體不但不會出現異性戀傾向，且反而會為『對同性的愛慕』而感到羞恥、擔憂，並產生內在矛盾」。

### 脫同事工
一些文獻把助人脫離同性戀的事工視為轉換療法的一種，而另一些文獻則把助人脫離同性戀的輔導組織跟轉換療法分开看待。助人脫離同性戀的事工亦稱為轉化事工（transformational ministries）。一些相關的組織表示他們並不提供任何形式的治療。出埃及国际一度認為修復療法是一種能對人產生益處的療法。出埃及国际等組織在2013年6月停止其活動，並發表一份公開聲明，於當中承認該組織原目標和追求是錯誤的，並就對LGBT人群造成傷害此事道歉。

### 精神分析
哈爾德曼指出以精神分析來治療同性戀的支持者常以歐文·比伯等人的研究作例證。比伯等人在《同性戀：男同性戀的心理分析研究》一著中主張以長期治療來解決求診者的童年無意識衝突，繼使同性戀得以治癒。哈爾德曼指比伯的相關研究方法受到了一定的批評，因為它過分依賴臨床樣本以及治療師的主觀印象、同時欠奉個案後續跟進的數據。比伯報稱長期治療的成功率為27％，但當中只有18％於起始時為「徹底的同性戀者」，雙性戀则佔了其中的一半。霍爾德曼認為比伯的長期治療除了成功率低，還具有誤導的成分。
其後哈爾德曼亦探討了其他以精神分析轉化同性戀的研究。比如柯倫和帕爾於1957年發表的《對100例男同性戀個案的分析》，他們於當中指該些男同性戀者在經過治療後，並沒有更經常地從事異性性行為。儘管迈耶森和利夫於1965年發表的《對同性戀者的心理治療：19例個案的後續研究》報稱該些個案中有一半於治療後的4年半內只從事異性性行為，但此一結論完全是依據求診者的主觀性陳述而作出的，當中並沒有任何客觀證據。霍爾德曼認為，該些報稱有所改變的求診者一開始便是雙性戀者，而迈耶森等则錯誤地把從事異性性行為的能力解釋成性傾向有所改變。

### 修復療法
儘管「修復療法」一詞一般跟轉換療法屬同義，但傑克·德雷舍则認为其是用於特指跟伊麗莎白·莫伯利和約瑟夫·尼科洛西兩人有关的一種特定療法。「修復」一詞源於尼科洛西的假設——其認為同性吸引是源自於當事人無意識地「自我修復」自卑感的嘗試。
包括美国心理学会在內，大多數心理健康專業人員認為修復療法並不值得信任，但現時仍有一些人繼續實踐之。德州共和黨於2004年的政纲上公開支持修復療法。出埃及國際曾一度支持修復療法，指其能消除「人們所不欲的同性愛慕傾向」，但其於2013年6月發表一份公開聲明，於當中承認該組織的原目標和追求是錯誤的，並就對LGBT人群造成傷害此事道歉。批評尼科洛西的理論的精神分析學家则指同性戀肯定式輔導治疗能取代之。

### 性治療
哈爾德曼把麥斯特與強生嘗試改變性傾向的研究視作轉換療法的一種。
麥斯特與強生於1979年發表的《透視同性戀》中指出同性戀是當事人在學習「異性性行為上有困難的結果」，並於當中寫下對54名不滿意自身性傾向的男同性戀者的研究。他們於當初並沒有描述他們所使用的治療方法，並於5年後才公佈之。約翰·C·貢斯奧雷克於1981年批評他們的研究，指出儘管麥斯特與強生表示其求診者接受了主要的精神病理學和神經症篩查，但他們並沒有解釋如何進行之，且没有就求診者想改變的動機進行評估。而麥斯特與強生亦在評定19名研究對象為「不配合治療」後，便把他們排除在後續評估之外，並將他們的性傾向假定为「没有任何成功改變的理由」。
哈爾德曼指出麥斯特與強生的研究是建立於异性恋主义之上，且他人難以再現其療法。及後指出麥斯特與強生所用到的術語「轉換」（幫助以前沒有異性戀經驗的同性戀者學習異性戀）和「回歸」（將一些以前擁有異性戀經歷的人引導回異性戀）並沒有根據。許多麥斯特與強生所認定的同性戀者可能並不是確實的同性戀者，因為他們的研究对象中只有17％自認為同性戀；而其餘的則自認「主要為異性戀」或「雙性戀」。此外由於麥斯特與強生沒有於其后跟進30％的樣本，所以哈爾德曼認為用以作研究結果的樣本可能並不包括「任何主要或完全被同一性別吸引的人」。與將男同性戀者轉化成異性戀者相比，哈爾德曼認為麥斯特與強生的療法更有可能只是加強雙性戀者的異性性反應能力而已。

### 脑白质切除术
沃爾特·弗里曼於20世紀40-50年代間推廣以冰錐腦白質切除術來治療同性戀。他親自在美國23個州份進行了3,439次的脑白质切除术，當中2500次使用了冰錐來輔助進行之，儘管他沒經過任何正式的手術訓練。求診於弗里曼的人中有4个成為同性戀者，並為了改變他們的同性戀傾向而進行脑白质切除术；這些人大部分都需以伴有嚴重殘疾的方式渡過餘生。雖然脑白质切除术在當時被廣泛應用於各種精神病的治療上，但伴随着約瑟夫·弗里德蘭德和拉爾夫·巴奈的單獨案例研究發表，脑白质切除术改變性傾向的有效性在1948年已成了相關領域的核心研究主題。《改变我们的思想：伊夫林·胡克博士的故事》此一記錄片展示了一段為同性戀者進行脑白质切除术的錄像。

## 相關研究

### 《部分男女同性戀者能否改變他們的性倾向？》
2001年5月，罗伯特·斯皮策在美國精神醫學學會的年度會議上發表一項關於轉換療法的研究，其名為《部分男女同性戀者能否改變他們的性倾向？》。這項研究部分是為了回應學會於2000年所發表，警告專業人員不要嘗試改變求診者的性倾向的聲明；研究目的则在於確定相關嘗試能否成功，而不着重改變性倾向的可能性。斯皮策於當中指出一些早期研究為改變性倾向的治療的有效性提供了證據，但它們所用到的方法皆遭到批評。
斯皮策於2012年決定把這項研究的結論捨棄及收回，並指出：「我在這項研究中得出的結論是錯誤的。這項研究並沒有為『同性戀真的可以改變的』此一論點提供證據。」，同時為「宣稱欠證據支持的修復療法是有效的」這一件事向同志群體道歉，稱此事為其職業的唯一污點。斯皮策亦要求像同性戀研究及治療全國協會、前同性戀者及親友協會、美国儿科医学院、愛家協會般的轉換療法倡導组織，不要再引用他的研究作轉換療法的支持證據。

#### 對斯皮策研究的分析
斯皮策的研究結果僅基於對研究對象的訪談，而不基於任何客觀觀察。這使得該研究所寫的可能只是求診者所希望的改變，而不是反映實際情況。
斯皮策報稱在介入後，66％的男性和44％的女性獲得「良好的異性戀機能」，並將其定義為：「在過去的一年中處於異性戀關係；對該段關係整體感到滿意；每月至少與伴侶發生異性性行為數次；身體於該些行為中感到滿意；在從事異性性行為的同時，想著同性性行為的時間少於15％」。他亦於研究中發現，尋求改變的最常見原因在於同性戀生活的情感滿足度欠奉、宗教信仰與同性戀之間的衝突，以及渴望結婚。國際媒體對這篇論文進行了廣泛性的報導，此外美國、德國和芬蘭的政治家，以及轉換療法實踐者亦會引用其作證。
《性行為檔案》於2003年刊出斯皮策的論文。但仍同時受到許多道德和方法論上的批評，此外「人权战线和美國全国LGBTQ特遣小组亦透過發表新聞稿，將他和支持脫離同性戀運動的右翼團體聯繫起來，嘗試削減其可信度」。同志活動家認為這項研究將為保守派人士所用，用以削害同性戀者的權利。斯皮策承認研究樣本主要是由因宗教信仰而尋求治療的人（93％）所组成，因此他們有較強烈的動機去報稱治療成功。批評者認為他沒有理會此一偏差來源，以至沒有試圖就欺騙和自欺欺人這兩點進行測試（這在自我报告式的心理測試中屬標準做法）。研究对象对治療前記憶的依賴亦會使研究結果扭曲。此外人們亦不可能確定治療的確会引起任何改變，因為尚不清楚「改變」一詞所包含的項目，且實驗欠對照組。斯皮策的數據亦表明，研究对象所宣稱的變化多反映在自我標籤和行為變化上，較少反映於愛慕傾向上，反映在自慰時的幻想則最為少——此一發現與該領域的其他研究一致。研究对象在治療前可能是雙性戀者；跟進研究亦同樣欠奉。斯皮策強調他的研究存有局限性，並指成功轉化成異性戀者的同性戀人數可能「十分低」，同時承認受測者對宗教超乎尋常的虔誠。

### 《改變性倾向：客户報告》
阿里尔·谢德勒和迈克尔·科罗德於2002年發表一份經同行評審的報告《改變性倾向：客户報告》，當中他們找來202名受訪者，並發現當中88％曾接受轉化療法者的性行為没有持續性改變；3％則表示他們成功轉化為異性戀。其餘則報稱性慾全失或正在嘗試保持獨身，且愛慕傾向沒變化。一些轉化失敗的受訪者對自己感到羞愧，並表示其已接受轉換療法多年。其他轉化失敗的人則認為治療是有價值的。許多受訪者報稱從過程中受到傷害，兼感到抑鬱、萌生自殺意念和企圖、對性別偏差行為過度警覺、變得社交孤立、害怕成為兒童虐待者，以及自尊過低。8名報稱性倾向有所改變的受訪者中有7名為脫離同性戀活動的輔導員或組長。

## 醫學、科學和法律觀點

### 法律地位
| 國家     | 相關情況 |
| -------- | --- |
| 阿根廷   | 自2010年以來開始，精神衛生專業人員不可只依據當事人的性傾向來作出任何診斷。 |

禁止嘗試改變未成年人的性傾向和性别認同的地區一覧
已立法禁止執行轉換療法
事實上已禁止執行轉換療法
基于个案的禁止
相關法例還在審理中/已有禁止執行轉換療法的單獨案例
轉換療法尚未禁止執行

|          | 已在其中一州禁止執行：維多利亞州政府於2016年2月宣布將立法打擊轉換療法的執行。維多利亞州下議院於2016年2月9日正式審理《2016年健康投诉法案》。該法案的內容包括設立健康投訴專員，而這能增加對執行轉換療法的人採取抵制行動时的力量——範圍從公開警告轉換療法實踐者，至禁止他們在維多利亞州執業。法案於2016年2月25日正式在下議院通過，之後於2016年4月14日交由上議院審理。在上議院作出少許修正後，法案於2016年4月27日正式通過，並於2016年5月5日獲得御准。其後在2017年2月1日正式生效。西澳大利亚州和澳大利亚首都领地也正在考慮立法打擊轉換療法的執行。 衛生部部長格雷格·亨特於2018年4月指出政府並不支持轉換療法 。 |
| 巴西     | 全國禁止執行：巴西聯邦心理學委員會於1999年頒布了兩項規定，它們分別是「心理學家不得對『同性戀』此傾向本身進行任何治療，或協助他人進行相關治療」以及「心理學家不得在大眾媒體上發表任何會加劇與社會對同性戀者的偏見的演說」。巴西因此成為世界上首個禁止轉換療法的國家。由一位屬於福音派的男子所领導的巴西下議院人權委員會，於2013年提出令委員會的規定失效的法規。不過其最終胎死腹中。巴西利亚的一位聯邦法官於2017年9月準許轉換療法的執行，推翻1999年委員會的規定。但該名法官於同年12月收回此一決定，決定繼續禁止轉換療法的執行。聯邦心理學委員會亦在2018年1月為心理學家定立在面對變性者和異裝癖者時應有的表現規範，當中也禁止他們執行轉換療法。 |
| 加拿大   | 全国禁止执行：根据加拿大《刑事法典》，不论是对成年人或儿童的转换疗法都属于违法。该禁令生效于2022年1月7日，即C-4法案获得御准的30天后。在全国性禁止执行转换疗法前，加拿大多个省市都已颁布了自己的禁令。2015年5月22日，曼尼托巴省衛生廳長莎朗·布萊迪公布了禁止在當省執行轉換療法的政策。 安大略省的立法機關於2015年6月一致通過《性傾向和性別認同承認法令》。該法禁止對未成年人執行轉換療法，並禁止公共醫療保險為轉換療法向任何人提供保險。魁北克省、爱德华王子岛（仅针对未成年人）和育空地区于2020年禁止了转换疗法。温哥华于2018年成为了加拿大第一个禁止转换疗法的城市。；埃德蒙顿市于2019年禁止了转换疗法，而卡尔加里市则于2020年禁止了转换疗法。 |
| 中國     | 中華人民共和國的法院已兩度判定轉換療法為非法；然而中國未來的案件並不一定會依循先例。北京一家法院於2014年12月在一單有關轉換療法的案件中，判定提供轉換療法的診所為敗方。法院裁定此一療法為非法的，並命令該間診所向控方道歉，及支付金額。2016年6月一名河南省男子 控告一間位於驻马店市的醫院強迫他接受轉換療法，最終使得該間醫院公開道歉和賠償。中國的LGBT組織在這兩宗案件勝訴後后便一直呼籲衛生部禁止轉換療法。 |
|          | 全國禁止執行：厄瓜多尔政府認為轉換療法已在1999年立法的《反同性戀歧視法》中一併遭到禁止。。此外，《2014年度刑法》的第151條禁止轉換療法，並稱之為酷刑；違法執行者可判10年徒刑。 厄瓜多爾政府於2012年1月突襲了三間位於基多並提供轉換療法的診所，救出了數十名因「治療同性戀倾向」而飽受虐待和酷刑對待的女性。政府其後承諾將採取行動，關掉全國每間提供轉換療法的診所。 |
| 以色列   | 以色列衛生部於2014年10月發表一份聲明，當中指出它認為轉換療法「使大眾對科學留下錯誤印象。除了沒有科學證據表明它是成功的，其還可能對個體造成傷害。」 以色列前衛生部部長雅艾勒·格尔曼曾兩度向以色列議會提出禁止未成年人在以色列接受轉換療法的法案，但該法案分別於2016年2月（37对45票）和2017年3月（26对38票）遭到駁回。 |
| 马来西亚 | 政府支持轉換療法的執行： 馬來西亞政府於2017年2月对轉換療法表示贊同，宣稱同性戀可以透過眾多訓練來治療。2017年6月，馬來西亞衛生部舉辦了一場電影比賽，用以尋找「治疗」和預防同性戀的最佳途徑。此一比賽推出後引起了眾怒，於是衛生部最终取消之。 |
| 馬爾他   | 全國禁止執行轉換療法：马耳他议会於2016年12月一致通過《性傾向、性別認同和性別表達承認法》，成為歐盟中首個禁止轉換療法的執行的成員國。 |
| 瑞士     | 執法上已禁止： 瑞士的醫療專業人員一旦執行轉換療法，便會觸犯法例。 2016年瑞士聯邦委員會在回應議會質詢時指出轉換療法為「一種無效的療法，且會令年輕人受到傷害……我們認為執行轉換療法的護理專業人員都是違反專業責任的」。因此瑞士政府認為，任何執行轉換療法的護理專業人員都有可能受到州當局的制裁。聯邦委員會亦指出，執行此類療法能否構成刑事犯罪這點則交由刑事法院按個案實際情況來決定。 |
| 中華民國 | 全國禁止執行轉換療法：臺中市政府衛生局於2016年5月13日宣布禁止所有位於臺中市的醫療機構執行轉換療法。社團法人台灣基地協會的成員認為，任何醫療、民事或宗教團體一旦執行轉換療法，便會觸犯《醫師法》和《心理師法》。衛福部原於2016年底預告將轉換疗法列為不得進行的医疗行為，不过由於反對声浪的关系，使得其於2018年2月才以函釋形式禁止之。這使得中華民國成為亞洲首個立法禁止轉換療法的國家。違者將最重判刑3年。若有任何機構或人員轉換療法，則會受到刑事起訴。違者最重處50萬元新台幣罰鍰，並會廢止其醫師證書。 |
| 英国     | 英國皇家精神科醫學院於2007年發表了一份報告，當中指出：「證據顯示LGB人士願意就心理健康問題尋求協助。但治療師可能誤解同性戀是其問題（包括抑鬱、焦慮）的根源。不幸的是擁有這種信念的治療師可能會對求診者構成重大困擾。少數治療師甚會嘗試改變求診者的性傾向。這可能會對當事人構成嚴重傷害。儘管美國和英國有許多治療師和組織宣稱可以幫助同性戀者轉化成異性戀者，但沒有證據表明這是可能的」。 利物浦的教會為了「治療」同性戀而令當事人挨餓三天的事件傳出後，英格蘭教會便隨即發表聲明稱轉換療法是一種「從根本就錯誤」的療法，並要求政府取締之。 |
| 美国     | 已在其中二十個州份禁止執行：截至2020年3月，美國已禁止執行對未成年人執行轉換療法的地方包括二十個州份、华盛顿哥伦比亚特区、波多黎各。 新泽西州和加利福尼亚州對轉換療法的禁令於立法隨後便受到了挑戰。美國地區法院法官弗雷達·L.沃爾夫森駁回了新澤西州父母對此的上訴，他們的理據為聲稱它侵犯了其權利，阻止他們對受同性所吸引的下一代進行治療。在《多伊訴克里斯蒂》一案中（Doe v. Christie），沃爾夫森寫道：「父母的基本權利，並不包括選擇國家合理地認為有害或無效的治療的權利……否則會產生難以想像及無意的後果。」新澤西州高級法院的一名法官於2015年2月10日裁定，以把同性戀形容為異常或精神疾病為基礎的轉換療法違反了《新澤西州消費者欺詐法》。《新澤西法律周刊》網站上的一篇文章指，這遭認定為「美国的首次」。美國聯邦第九巡迴上訴法院於2013年8月29日同時對《皮卡訴布朗案》（Pickup v. Brown）和《韋爾奇訴布朗案》（Welch v. Brown）作出裁決，於當中維持加州的禁令。第九巡迴上訴法院於2016年8月再次支持該州的禁令，指立法禁止轉換療法並不違憲。美國最高法院一再駁回對禁止轉換療法的法律的挑戰。 |
| 乌拉圭   | 全國禁止執行轉換療法：2017年通過的《精神健康法》指出不能依據求診者的性傾向及性別認同作診斷。 |

### 醫學機構對轉換療法的觀點
許多位於世界各地的衛生組織都譴責和批評改變性傾向的嘗試。美國的國家衛生組織指出過去四十年來轉換療法的效果尚未得到科學驗證。除此之外，他們還發現轉換療法是一種無效、風險高且可能有害的療法。「轉換療法能治好同性戀」的軼事聲稱亦可被「轉換療法是有害」的軼事聲稱抵消。美國精神醫學學會指出，有道德操守的從業者應在遵從希波克拉底誓詞的情况下，避免傷害，以及不要嘗試執行轉換療法。
主流醫學機構指出，轉換療法可能是有害的，因為它透過利用人的內疚感和焦慮感，來損害人的自尊，使人變得抑鬱，以至嘗試自殺。心理健康界亦對轉換療法的推廣感到擔憂，因為這會傳播關於性傾向的非科學觀點，且削害同性戀者和雙性戀者過上幸福且健康的生活的能力，從而危害社會。

#### 反對或批評轉換療法的醫學機構列表
反對或批評轉換療法的主要醫學機構包括：

##### 跨國衛生組織
- 世界精神医学学会（英语：World Psychiatric Association）[171][172]
- 泛美衛生組織（英语：Pan American Health Organization）——世界衛生組織的區域辦事處[173]
- 國際精神衛生護理協會[174]

##### 美國衛生組織
- 美国医学会[175]
- 美國精神醫學學會[165][166]
- 美國心理學會[165][166]
- 美國婚姻及家庭治療協會（英语：American Association for Marriage and Family Therapy）[176]
- 美國諮商學會（英语：American Counseling Association）[165][166]
- 美國社會工作人員協會（英语：National Association of Social Workers）[165][166]
- 美國兒科學會[177]
- 美国助理医师協会（英语：American Academy of Physician Assistants）[9][178]
- 美國性教育家、輔導者及治療師專業協會（英语：American Association of Sexuality Educators, Counselors and Therapists）[179]
- 美國全國學校心理學家協會（英语：National Association of School Psychologists）[164]

##### 英國衛生組織
- 英国心理治疗协会（英语：United Kingdom Council for Psychotherapy）[164]
- 英國輔導及心理治療協會（英语：British Association for Counselling and Psychotherapy）[164]
- 英國心理學會（英语：British Psychological Society）[164]
- 英国精神分析协会（英语：British Psychoanalytic Council）[164]
- 英國皇家精神科醫學院[164][180]
- 英國行為與認知治療師協會（英语：British Association for Behavioural and Cognitive Psychotherapies）[180]
- 英國基督教輔導協會[180]
- 英國國家輔導學會[180]
- 蘇格蘭國民保健署（英语：NHS Scotland）[180]
- 英格蘭國民保健署（英语：National Health Service (England)）[180]
- 英國皇家全科醫師學院（英语：Royal College of General Practitioners）[180]

##### 澳洲衛生組織
- 澳洲醫學協會（英语：Australian Medical Association）[181][182]
- 澳洲心理學會（英语：Australian Psychological Society）[183]
- 澳洲全国LGBTI健康联盟（英语：National LGBTI Health Alliance）[184]
- 澳洲皇家全科医师协会（英语：Royal Australian College of General Practitioners）對全科醫师設立了一個名為「性、全性（sexuality）、性別多樣性和健康」的單元課程，其旨在促進推廣「非主觀判斷的全人護理……令求診者向医师透露其性傾向或性別認同時，其所得到的護理具有肯定性和積極性，並充分了解其所有的身心健康風險，以及診療時應有的表現，因為他們就像澳洲許多人般，不希望他者僅由他們的性別或性認同來定義自己」[185]
- 澳洲皇家医师学院（英语：Royal Australasian College of Physicians）的校長凱瑟琳·耶蘭博士在學院發布的新聞稿中指出：「轉換療法是不道德的、有害的，且沒有醫學證據支持之。」[186][113]
- 澳洲与新西兰皇家精神科医师学会（英语：Royal Australian and New Zealand College of Psychiatrists）[187][188]

##### 台灣衛生組織
- 中華民國衛生福利部[144]
- 台灣臨床心理學會[189]
- 台灣精神醫學會[189]
- 台灣兒童青少年精神醫學會[189]
- 台灣性諮商學會[190]

##### 其他衛生組織
- 加拿大心理学会（英语：Canadian Psychological Association）[191]
- 加拿大公共卫生署[192]
- 挪威精神醫學學會[193]

#### 美国心理学会工作小组的研究
美国心理学会已就經過同行評審，且有關改變性取向的文獻進行過研究。之後其發現該些研究的過程或多或少存有問題。該工作小组確實發現一些研究對象吸引力對同性的愛慕及興奮程度有所減弱，但此類情況「仍屬罕見」。工作小组於最後得出結論：「鑑於研究方法無誤的研究過少，因此『改變性取向的嘗試是有效』的說法並不受到證據支持」。改變性取向的嘗試主要存有兩項問題：一是轉換治療師錯誤地把同性戀視為一種精神障礙；二是他們的研究幾乎只聚焦於男同性戀者，關於女同性戀者的研究仍是很少。

### 自決原則
美国心理学会的行為準則規定：「心理學家應尊重所有人的尊嚴、價值、隱私權、保密權，以及自決權」，但仍同時指出：「在個體的自決易受他者的福祉所影響時，心理學家應採取特殊的措施以預防之」。美國諮詢協會表示「尊重委託人的自主要求是十分重要的，即使該項服務不是由涉事諮詢師提供，其亦應轉介之」，但仍同時表示其應如實解釋此類技術的潛在風險。美国心理学会指出，不應該強迫任何人以違背自己的意願的方式去嘗試改變性傾向，父母也不應強迫他們的孩子接受轉換療法。
在探討是否應提供治療時，改變性傾向的支持者一般都会关注求診者的自決權。瑞金大學的馬克·雅爾豪斯寫道：「心理學家有容許個體採取遏制同性愛慕的治療措施的道德責任。這樣不僅是為了透過容許客戶自由選擇治療方式，來维護其尊嚴、自主權和代理权，還為了表達對多樣性的關注」。擁有基督教背景的格羅夫城市學院的亞荷斯和思罗克莫顿则認為，該程序應尊重求診者的價值觀體系，且已有證據證明其是有效的。哈爾德曼同樣認為，如果客戶對轉換療法的情況有充分了解，那麽其便有權接受治療：「對於某些人而言，其宗教認同是非常重要的，因此他們認為比起放棄自己的宗教信仰，還是改變性傾向比較切實……如果有人試圖通過轉換療法來解決性傾向和靈性之間的衝突，他們的念头於許多時候並不能打消」。
傑克德·禮士在回應亞荷斯時則指出了其觀點：「任何要求轉介求診者接受修復療法的道德義務，皆不及一項更為重要的道德義務——使求診者遠離進行可疑的臨床實踐的精神保健醫師」。查克·布萊特寫道：「拒絕支持大多數醫療機構和專業心理治療師皆認定為不道德，兼具有潛在風險的醫療程序並不能合理地認定為『禁止客戶自決』」。一些評論者堅決反對這種做法，且認為該療法跟心理學家的道德義務有衝突，因為「讓客戶繼續老實地與她或他的身份鬥爭，比跟一種具有歧視和壓迫成分的無效療法勾結更符合道德規範」。他們指要求治療師提供轉換療法的客戶，是基於社會壓力和同性戀恐懼症的內化才這樣要求的，並提出證據指接受治療的人產生抑鬱、焦慮、酗酒和吸毒問題的機會大致增加了一倍。
哈爾德曼認為精神衛生組織不應徹底禁止轉換療法，因為一些人會把「靈性或宗教」放於性傾向之上。

### 倫理準則
美國精神醫學學會於1998年發表一份聲明，稱其反對任何基於「假設同性戀本身就是一種精神障礙，及當事人應改變其同性戀傾向」的療法，但對嘗試改變當事人的性傾向的療法並沒有正式的立場。他們在2000年補充道，有道德的從業者在更多研究出現以前，不應嘗試改變客戶的性傾向。學會於2008年時則指出，迄今仍没有充分的科學研究表明旨在改變性傾向的治療是安全及有效的。
美國諮詢協會已經表示，他們不會容忍任何教導輔導員進行轉換療法的培訓。提供轉換療法培訓的諮詢員必須知會學生該些技術的效果尚未經過證實。他們建議輔導員不要將客戶轉介給執行轉換療法的治療師，或在充分告知轉換療法的效果未經證實兼具有潛在風險後，謹慎轉介之。然而他們的準則亦同時表示「尊重委託人的自主要求是十分重要的」。執行轉換療法的諮詢員必須提供予客戶有關治療的完整信息、提供其他会進行同性戀肯定式諮詢的諮詢員的轉介渠道、跟客戶探討其權利、以客戶的文化背景的角度了解其要求，且只能在其專業水平內進行實踐。
同性戀研究及治療全國協會於2012年指出，拒絕為要求改變性傾向的求診者提供治療，並告訴他們唯一的選擇就是認同同性戀本身，在倫理上也可以遭認定為不可接受。英國心理學會在2012年發表聲明稱反對任何基於「非異性戀取向就是病態的假設」的治療。
美國兒科學會的青少年委員會於2013年指出：「我們從未指示醫師轉介求診者去接受『轉換療法』或『修復療法』；該些治療是無效的，並可能會增加LGBTQ個體的内在恥辱、痛苦和抑鬱情緒，從而對其構成傷害」。美國基督教輔導協會於2014年修改了其倫理準則，於當中以「鼓勵同性戀者保持獨身」取缔「對同性戀者推廣轉換療法」。《美國醫學會倫理學雜誌》上的一篇論文認為，如果一名兒科醫師獲悉一名12歲求診者的父母正為其尋求轉換療法，該名醫師應以建議態度去表示其反對「無效且可能有害的介入措施」，同時在「他們的宗教信仰反對同性戀」此事上保持文化敏感。論文的著者認為，一名维護醫學倫理的醫師應將求診者的利益放於其父母的宗教信仰之上，並保密地向求診者提供以被欺凌的LGBT青年為對象的諮詢渠道，同時向父母建議以LGBT兒童的家長為對象的有關資源。英國的主要醫學團體在2014年發表反對轉換療法的聯合共同聲明。支持該聲明的醫學團體包括英国心理治疗协会、英国精神分析协会、英國皇家精神科醫學院、英國輔導及心理治療協會、英國心理學會、英國國家輔導學會。
英國眾多醫學團體在英國衛生部的支持下，於2015年簽署一份諒解備忘錄，為各方制定了一個協定框架，以幫助解決英國轉換療法實踐中所出現的問題。簽署的除了之前發表聯合共同聲明的專業機構外，還包括英國基督教輔導協會、英國皇家全科醫師學院、蘇格蘭國民保健署及英格蘭國民保健署。簽署的組織承諾會保護公眾免於承受轉換療法的風險，並承諾將會致力於提高醫療保健專業人員和心理治療師對轉換療法所涉及的倫理問題的意識；提供培訓，使治療師能夠以適當的方式幫助受苦的客戶。

### 國際醫學觀點
在國際上得到廣泛應用的ICD-10指出：「性傾向本身不被視為一種疾病」，它將自我不協調同性戀列為一種疾病，其定義為：「儘管當事人對自身的性別認同或性偏好沒有疑惑，但個體因改變的慾望而產生相關的心理和行為障礙」。
泛美衛生組織在2012年發布聲明，於當中警告旨在「治癒」非異性戀性傾向的措施，因為該些措施的醫學執行理據欠奉，並對受影響人群的健康和福祉構成嚴重威脅；其還指出全球科學界和專業界的共識是「同性戀為人類性表象的正常和自然展現型式，不能夠遭視為一種病理現象」。泛美衛生組織還呼籲各國政府、學術機構、專業協會和媒體揭發此類實踐，並促進對性多元化的尊重。世界衛生組織附屬機構進一步指出，未成年的同性戀者時會被迫參與這些「治療」，剝奪其自由，有時甚至會要其在數月中孤獨地生活——多個聯合國機構已發現並報告了相關情況。泛美衛生組織建議譴責這種實踐，並指治療提供者應依據各國法律受到制裁和處罰，因為他們已違反衛生保健倫理原則，並違反國際共同维護的人權。

#### 澳洲
澳洲的主要醫療和心理學機構一律禁止轉換療法的實踐，並就此發表了聲明；該些聲明來自代表心理學家、精神病學家和醫師的頂尖機構。在與皇家精神科医师学会聯合發布的聲明中，澳洲皇家医师学院的校長凱瑟琳·耶蘭博士總結了澳洲醫學群體的觀點：「轉換療法是不道德的、有害的，且沒有醫學證據支持之。」澳洲心理學會在2015年發表的立場聲明中指出（按原文強調重點）：
「澳洲心理學會強烈反對任何將女同性戀者、男同性戀者和雙性戀者視為疾病的心理學實踐或研究方法。此外亦強烈反對任何嘗試改變個體性傾向的心理學實踐或研究方法。」
聲明的立場參考了學會於2007年通過的《學會倫理準則》，該準則於2010年被澳洲心理學委員會承認為全體澳洲心理學家應遵守的倫理準則。在該準則底下，心理學家應「避免就年齡、宗教信仰、性、種族、性別、殘疾及其他法律列明的要素去歧視他人」，並要求他們：
「（a）透過行為和語言來傳達對他人的尊重；
（b）避免顯露出在該情景中能合理地視為強迫或貶低當事人的態度；
（c）尊重他人的法律權利和精神權利；以及
（d）不要透過從事貶低、誹謗或騷擾他人的行為來詆毀人的品格」。
聲明明確指出「不歧視和尊重客戶精神權利的道德要求，並不等同將同性戀或雙性戀視為需要治療的疾病的理由」，該倫理準則關於禮儀的部分指出：「心理學家只能在其職業能力範圍內提供心理學上的服務[其中包括但不限於……只根據已有的心理學專業知識為其服務]」。在評價轉換療法的知識基礎時，其明確指出（按原文強調重點）：
「現今沒有經過同行評審的實證心理學研究客觀記錄了『改變』個體性傾向的能力。此外現今亦沒有經過同行評審的實證心理學研究表明同性戀或雙性戀可视作一種精神障礙。性傾向可以改變的說法除了缺乏實證支持外，經驗證據還表明改變性傾向的嘗試可能是有害的」。
該學會於最後指出：「心理學家當然應向在性傾向方面經歷痛苦的客戶提供臨床服務……但其應嘗試了解客戶痛苦的原因，以及嘗試舒解之。以減輕痛苦為目標的循證策略並不包括嘗試改變客戶的性傾向，但可以包括挑戰消極的刻板印象、尋求社會支持和促使其接受自我等等。」
維多利亞州政府在2016年宣布，將立法禁止所有對LGBTQI人士執行的轉換療法。該法律於2017年2月正式開始執行，並設立健康投訴專員，容許其採取行動抵制任何「作出虛假陳述並以使人的身體、精神或心理健康、安全或福址曝露於危險中的行為」。其為世上首個同時禁止執行者對成年人及未成年人進行轉換療法的法律。西澳大利亞州和澳大利亞首都領地也於2017年9月表示正在考慮立法打擊轉換療法的執行。禁止轉換療法的提倡者認為，此項法律需從規管衛生專業人員，進一步延伸至規管宗教團體以及非醫學諮詢部門的活動。
澳洲媒体集团費爾法克斯傳媒於2018年發表一篇調查，當中指出：「在澳洲各地認為LGBTI人士可以或應該改變的組織都在努力繼續進行相關工作。轉換療法的實踐目前隱藏於福音派教會和事工內，他們會為該些人士驅邪、祈禱以及進行輔導，並以『牧養關懷』之名義包裝之。他們也出席一些宗教學校的課程，及在衛生專業人員的私人辦公室內繼續接受轉換療法。他們亦被推至各種以『自我改善』或『靈性治療』为名的網上課程和導師中」。一項針對五旬宗-靈恩教會的調查指出，LGBTI教友的選擇一般有四種：拒絕出櫃、出櫃但承諾保持單身、嘗試轉換療法、離開教會。大部分人所採取的選擇為第四種，儘管他們在此以前一般會嘗試「痛苦地調和他們的信仰和他們的性表象」。該研究為「轉換療法仍存於宗教社群中」此一論點提供了佐證。費爾法克斯傳媒的調查發表以後，維多利亞州的總理丹尼爾·安德魯斯呼籲澳大利亞總理麦肯·腾博支持將轉換療法的執行列為非法行為。聯邦衛生部長格雷格·亨特指出這個問題已是一個國家層面的問題，因為儘管政府沒有將資金投放於改變性傾向的嘗試，但「支持轉化同性戀的意識形態已悄悄地在學校經由全国学校牧师精神指导计划推廣」。報告指出維多利亞州的法律只適用於醫療服務提供者，因此不會涵蓋宣稱「在幫助受同性吸引的人士按照他們的信仰生活」的宗教團體和慈善機構。一名轉換療法的倖存者克里斯跟安德魯斯一起呼籲聯邦政府取締轉換療法，其指：「我以前不斷向上主祈求令自己遠離同性戀，而這幾乎殺了我」。他在Change.org上發表了一份請願書，呼籲腾博和亨特採取行動，取締轉換療法，並宣稱：「我不斷向上主祈求要麼令我治好，要麼殺了我；我非常沮喪，我想死」。

### 來源
1. 1 2 3 4 5 6 7 8 9  Drescher & Zucker 2006，第126, 175頁
2. ↑  Ford 2001
3. 1 2  Cruz, David B.  (PDF). Southern California Law Review. 1999, 72: 1297  [2016-11-25]. （原始内容 (PDF)存档于2017-09-19）.
4. 1 2 3 4 5 6 7  Yoshino 2002
5. ↑  Haldeman 1991，第149頁
6. 1 2  Jason Cianciotto; Sean Cahill.  (PDF). New York: National Gay and Lesbian Task Force Policy Institute. 2006  [2018-03-26]. （原始内容 (PDF)存档于2017-10-17）.
7. 1 2  Haldeman, Douglas C.  (PDF). Angles: The Policy Journal of the Institute for Gay and Lesbian Strategic Studies. 1999, 4 (1)  [2018-03-16]. （原始内容 (PDF)存档于2018-01-07）.
8. 1 2 3 4 5 6  American Psychiatric Association. . American Psychiatric Association. 2000  [2007-08-28]. （原始内容存档于2011-01-10）. In December of 1998, the Board of Trustees issued a position statement that the American Psychiatric Association opposes any psychiatric treatment, such as "reparative" or conversion therapy, which is based upon the assumption that homosexuality per se is a mental disorder or based upon the a priori assumption that a patient should change his/her sexual homosexual orientation. ... The validity, efficacy and ethics of clinical attempts to change an individual's sexual orientation have been challenged.  To date, there are no scientifically rigorous outcome studies to determine either the actual efficacy or harm of "reparative" treatments. (references omitted)
9. 1 2 3 4 5 6 7 8   (PDF), Just the Facts Coalition, 1999  [2010-05-14], （原始内容存档 (PDF)于2018-04-22）
10. ↑  Glassgold, JM;  et al,  (PDF), American Psychological Association, 2009-08-01  [2009-09-24], （原始内容存档 (PDF)于2018-04-22）
11. ↑   (PDF), 2015  [2015-01-19], （原始内容 (PDF)存档于2015-01-23）
12. ↑  , 2015  [2015-01-19], （原始内容存档于2017-09-23）
13. ↑  , 2015  [2015-01-19], （原始内容存档于2015-05-05）
14. 1 2  , U. S. Department of Health and Human Services,   [2007-03-29], （原始内容存档于2007-02-20）
15. 1 2  Burr, Chandler. . The Atlantic Magazine. 1997  [2016-11-25]. （原始内容存档于2018-01-11）.
16. 1 2  Harrison, James.  (Documentary Film). imdb. Internet Movie Database.   [2016-11-25]. （原始内容存档于2016-03-06）.
17. ↑  Rieber, Inge; Sigusch, Volkmar. . Archives of Sexual Behavior. 1979, 8 (6): 523–527  [2016-11-25]. doi:10.1007/bf01541419. （原始内容存档于2019-12-11）.
18. ↑  Dieckmann, G.; Horn, H.J.; Schneider, H. Hitchcock, E.R.; Ballantine, H.T.; Meyerson, B.A. , 编. . Modern Concepts in Psychiatric Surgery (Elsevier/North Holland Biomedical Press). 1979: 187–195.
19. ↑  Milar, Katherine S. . Monitor on Psychology (American Psychological Association). 2011, 42 (2): 24  [2016-11-25]. （原始内容存档于2017-01-05）.
20. 1 2 3  Haldeman, Douglas C.,  (PDF), Professional Psychology: Research and Practice, 2002, 33 (3): 260–264  [2018-03-26], doi:10.1037/0735-7028.33.3.260, （原始内容 (PDF)存档于2017-10-26）.
21. ↑  Wareham, Hannah Clay. . lgbtqnation.com. 2011-08-25  [2015-05-06]. （原始内容存档于2017-12-29）.
22. ↑  Ocamb, Karen. . The Bilerico Project. 2012-11-06  [2016-11-25]. （原始内容存档于2018-03-28）.
23. 1 2 3  Drescher 1998，第152頁
24. 1 2 3 4 5 6 7 8  Lewes 1988
25. ↑  Freud 1991，第51頁
26. ↑  LeVay 1996，第74,109頁
27. ↑  Freud 1991，第58頁
28. ↑  Freud 1991，第58–59頁
29. ↑  Freud 1991，第400頁
30. ↑  LeVay 1996，第32–33頁
31. ↑  Freud 1991，第376頁
32. ↑  Freud 1991，第375頁
33. ↑  O'Connor & Ryan 1993，第30–47頁
34. ↑  Freud 1991，第371–400頁
35. ↑  Lewes 1988，第34頁
36. ↑  Lewes 1988，第32頁
37. ↑  Freud 1992，第423–424頁
38. ↑  Jones 1955
39. ↑  Stanton 1991
40. 1 2  Young-Bruehl 1988，第327頁
41. ↑  . Queer Communications.   [2018-04-26]. （原始内容存档于2018-03-03）.
42. ↑  . schwulissimo.de.   [2018-04-26]. （原始内容存档于2018-03-03）.
43. ↑  Nick Duffy. . Pinknews. 2018-03-01  [2018-04-26]. （原始内容存档于2018-04-02）.
44. ↑  Gay 2006
45. ↑  Katz 1976，第149頁
46. 1 2  Katz 1976
47. 1 2 3 4  Terry 1999，第308–314頁
48. ↑  Bergler 1956
49. ↑  Bergler 1962
50. 1 2 3  Bayer 1987
51. ↑  Drescher 1998，第19–42頁
52. ↑  Bieber 1962
53. ↑  APA Council of Representatives, , American Psychological Association, 1987-08-30  [2007-08-28], （原始内容存档于2007-09-29）
54. ↑  Gay & Lesbian Alliance Against Defamation (GLAAD),  (PDF), 2006  [2016-11-25], （原始内容 (PDF)存档于2018-01-07）
55. ↑  Nicolosi, Joseph. . Jason Aronson. 1997. ISBN 9780765701428.
56. ↑  , NARTH,   [2009-05-25], （原始内容存档于2009-04-13）
57. ↑  Merritt, Jonathan. . The Atlantic. 2015-04-15  [2016-11-29]. （原始内容存档于2018-02-25）.
58. ↑  Schlanger, Zoë; Wolfson, Elijah. . Newsweek. 2014-05-01  [2018-03-30]. （原始内容存档于2017-09-27）.
59. ↑  Spitzer, RL, , Arch Sex Behav (Archive of Sexual Behavior), 2001, 32 (5): 403–17; discussion 419–72, PMID 14567650, doi:10.1023/A:1025647527010[永久]
60. ↑  Ritter, Malcolm. . The Washington Post. 2001-05-09  [2016-11-29]. （原始内容存档于2018-03-30）.
61. 1 2  . The American Prospect. 2012-04-11  [2018-04-26]. （原始内容存档于2018-01-30）.
62. 1 2  Becker, John M. . truthwinsout.org. 2014-02-25  [2012-05-26]. （原始内容存档于2017-10-21）.
63. 1 2  Carey, Benedict. . nytimes.com. 2012-05-18  [2012-05-26]. （原始内容存档于2018-03-10）.
64. ↑  Crow, C., , San Antonio Express-News, 2004-11-20
65. ↑  Norcross, Koocher & Garofalo 2006，第512–522頁
66. ↑  , New York: Washington Times, 2007-07-11  [2009-02-15], （原始内容存档于2018-01-29）
67. ↑  Plowman 2008
68. ↑  Johnson 2008
69. ↑  American Psychological Association. . 2009  [2018-04-26]. （原始内容存档于2018-04-22）.
70. 1 2  Whitman, Joy S.; Glosoff, Harriet L.; Kocet, Michael M.; Tarvydas, Vilia, , American Counseling Association, 2006-05-22  [2007-08-28], （原始内容存档于2007-09-27）
71. ↑  . 2011-02-23  [2018-04-26]. （原始内容存档于2018-03-27）. Second, while sexual orientation carries no visible badge, a growing scientific consensus accepts that sexual orientation is a characteristic that is immutable
72. ↑  . BBC News. 2015-04-09  [2016-11-29]. （原始内容存档于2017-12-21）.
73. ↑  Haldeman 1991，第152頁
74. ↑  Haldeman 1991，第152–153頁
75. ↑  Haldeman 1991，第153頁
76. ↑  Haldeman 1991，第149、156–159頁
77. ↑  Jones & Yarhouse 2007，第374頁
78. 1 2 3  , Exodus International,   [2007-08-28], （原始内容存档于2007-09-28）
79. 1 2  Chambers, Alan, , Exodus International,   [2013-06-22], （原始内容存档于2013-06-23）
80. ↑  Haldeman 1991，第150–151頁
81. ↑  Haldeman 1991，第151, 256頁
82. ↑  Hicks, Karolyn Ann. . American University Law Review. 1999, 49 (2): 505–547  [2016-11-28]. （原始内容存档于2015-06-05）.
83. ↑  Nicolosi, Joseph. .   [2016-11-28]. （原始内容存档于2016-11-08）.
84. 1 2 3  Bright 2004，第471–481頁
85. ↑   (PDF). texasgop.org. Republican Party of Texas.   [2016-11-28]. （原始内容存档 (PDF)于2017-05-24）.
86. ↑  Domenici & Lesser 1995，第119頁
87. ↑  Haldeman 1991，第149, 154頁
88. ↑  Haldeman 1991，第154頁
89. ↑  Haldeman 1991，第155頁
90. ↑  .   [2013-12-26]. （原始内容存档于2013-10-20）.
91. ↑  .   [2013-12-26]. （原始内容存档于2013-12-27）.
92. ↑  Rowland, Lewis. . Neurology Today. April 2005, 5 (4): 70–72  [2011-07-09]. doi:10.1097/00132985-200504000-00020. （原始内容存档于2012-07-10）.
93. ↑  Stone, Gene. . New York Magazine. September 2013  [2018-04-17]. （原始内容存档于2017-11-16）.
94. ↑  Scot, Jamie. . Huffington Post. 2013-06-28  [2018-04-17]. （原始内容存档于2017-09-29）.
95. ↑  Friedlander, Joseph W.; Banay, Ralph. . Archives of Neurology & Psychiatry. 1948, 59 (3): 302–321  [2016-11-28]. doi:10.1001/archneurpsyc.1948.02300380031003. （原始内容存档于2016-03-04）.
96. ↑  Zimmerman, Jonathan. . Philadelphia, PA. Philadelphia Inquirer. 2012-05-30. prominent psychiatrist Robert Spitzer renounced his famous 2001 study claiming that some gays could become straight via so-called reparative therapy.
97. ↑  Besen, Wayne. . Huffington Post. 2013-01-02  [2013-01-03]. （原始内容存档于2013-01-05）. Spitzer renounced his infamous 2001 study that said that some highly motivated homosexuals could change from gay to straight.
98. ↑  . Huffington Post. 2012-04-25  [2013-01-04]. （原始内容存档于2012-12-24）.
99. ↑  Robert L. Spitzer,  (PDF), Arch Sex Behav 41 (4), 2012-05-24, 41 (4): 757  [2013-01-03], doi:10.1007/s10508-012-9966-y, （原始内容存档于2018-03-10）
100. 1 2  Besen, Wayne. . Truth Wins Out.truthwinsout.org.   [2012-05-30]. （原始内容存档于2012-06-01）.
101. ↑  Spitzer 2003，第403–417頁
102. ↑  Publishing, Here. . Here Publishing. 2001-06-19  [2017-07-31]. （原始内容存档于2019-08-23） –Google Books.
103. ↑  Drescher & Zucker 2006，第97頁
104. ↑  Drescher & Zucker 2006，第98頁
105. ↑  Goode, Erica. . New York Times. 2001-05-09  [2018-04-17]. （原始内容存档于2017-10-15）.
106. 1 2  , University of California, Davis Department of Psychology,   [2007-08-28], （原始内容存档于2011-02-07）
107. ↑  Shidlo & Schroeder 2002b
108. 1 2  Shidlo & Schroeder 2002a
109. ↑  . InfoLEG.   [2018-04-19]. （原始内容存档于2017-07-18）.
110. 1 2  Glen Moret. . Gay News Network. 2016-02-09  [2018-04-19]. （原始内容存档于2016-08-25）.
111. 1 2  Morét, Glen. . SX News. 2016-02-09  [2016-02-12]. （原始内容存档于2016-08-25）.
112. 1 2  .   [2018-04-25]. （原始内容存档于2017-01-03）.
113. 1 2 3 4 5 6  Medhora, Shalailah. . Hack, Triple J (Australian Broadcasting Corporation). 2017-09-21  [2018-03-17]. （原始内容存档于2017-09-22）. Medical groups like the Australian Medical Association and the Royal Australasian College of Physicians have slammed gay conversion therapy.
114. ↑  .   [2018-10-03]. （原始内容存档于2018-08-02）.
115. ↑   (PDF).   [2018-04-19]. （原始内容 (PDF)存档于2017-11-15）.
116. 1 2  Murphy, Tyler. . 2013-06-28  [2017-07-13]. （原始内容存档于2017-06-02）.
117. ↑  Phillips, Dom. . The Guardian. 2017-09-19  [2017-09-19]. （原始内容存档于2017-09-19）.
118. ↑  .   [2018-04-19]. （原始内容存档于2018-04-09）.
119. ↑   (PDF).   [2018-04-26]. （原始内容 (PDF)存档于2018-04-26）.
120. ↑  .   [2017-07-13]. （原始内容存档于2017-06-10）.
121. ↑  . Buzzfeed News. 2015-06-04  [2018-04-19]. （原始内容存档于2016-10-10）.
122. ↑  "An Act to protect persons from conversion therapy provided to change their sexual orientation, gender identity or gender expression" （页面存档备份，存于）. National Assembly of Québec.
123. ↑  Robertson, John (31 July 2020). "P.E.I. law banning conversion therapy an important message for others, says LGBTQ rights advocate" （页面存档备份，存于）. CBC News. Retrieved 1 March 2021.
124. ↑  Takeuchi, Craig (11 November 2020). "Yukon becomes first Canadian territory to protect LGBT people from conversion therapy" （页面存档备份，存于）. The Georgia Straight. Retrieved 12 November 2020.
125. ↑   (PDF).   [2018-10-03]. （原始内容存档 (PDF)于2018-07-08）.
126. ↑  .   [2018-10-03]. （原始内容存档于2019-04-16）.
127. ↑  "Edmonton approves bylaw to officially ban conversion therapy" （页面存档备份，存于）. edmontonjournal. Retrieved 17 July 2021.
128. ↑  "Calgary city council votes to ban conversion therapy". （页面存档备份，存于） The Globe and Mail. 25 May 2020. Retrieved 26 May 2020.
129. ↑  Kaiman, Jonathan. . 2014-12-19  [2017-07-13]. （原始内容存档于2017-09-23） –The Guardian.
130. ↑  Phillips, Tom. . 2016-06-14  [2017-07-13]. （原始内容存档于2017-09-15） –The Guardian.
131. ↑  . BBC. 4 July 2017  [2017-07-26]. （原始内容存档于2017-07-22）.
132. ↑  . Sixth Tone. 2017-09-20  [2018-04-19]. （原始内容存档于2017-09-23）.
133. ↑  Jenkins, Matthew. . The Guardian. 2016-02-09  [2018-02-26]. （原始内容存档于2017-12-15）.
134. ↑   (PDF).   [2019-05-28]. （原始内容 (PDF)存档于2018-02-19）.
135. ↑  . 2012-01-31  [2017-07-13]. （原始内容存档于2016-12-20）.
136. ↑  .   [2017-07-13]. （原始内容存档于2016-12-20）.
137. ↑  .   [2017-07-13]. （原始内容存档于2017-07-14）.
138. ↑  .   [2018-04-19]. （原始内容存档于2017-09-23）.
139. ↑  .   [2018-04-19]. （原始内容存档于2017-09-24）.
140. ↑  Benjamin, Butterworth. . Pink News.   [2018-04-19]. （原始内容存档于2016-12-06）.
141. ↑  . Marsa: iNews Malta. 2016-11-28  [2018-04-19]. （原始内容存档于2016-11-29）.
142. ↑  . www.parlament.ch.   [2017-11-12]. （原始内容存档于2017-11-13）.
143. ↑  . www.taipeitimes.com.   [2017-07-13]. （原始内容存档于2017-09-04）.
144. 1 2  . 關鍵評論網. 2018-02-03  [2018-04-20]. （原始内容存档于2018-04-21）.
145. ↑  . 2017-01-30  [2018-04-20]. （原始内容存档于2017-09-04）.
146. ↑  MOHW: conversion therapy could be banned as early as March （页面存档备份，存于） Taiwan News
147. ↑  . 蘋果日報. 2018-02-22  [2018-03-05]. （原始内容存档于2018-04-12）.
148. ↑  . 2008-09-13  [2018-04-20]. （原始内容存档于2009-03-08）.
149. ↑  Parry, Josh. . Liverpool Echo (Trinity Mirror). 2017-09-05  [2018-03-09]. （原始内容存档于2018-03-08）.
150. ↑  . The Guardian. 2017-07-08  [2018-04-20]. （原始内容存档于2017-09-23）.
151. ↑  . VTDigger. 25 May 2016  [13 July 2017]. （原始内容存档于2017-08-16）.
152. ↑  Lieu, Ma. . State of California, Legislative Counsel.   [6 May 2015]. （原始内容存档于2015-05-21）.
153. ↑  "Illinois enacts gay conversion therapy ban for young people" （页面存档备份，存于）. LGBTQ Nation, August 2015.
154. ↑  . Oregon Live. May 7, 2015  [2018-04-20]. （原始内容存档于2015-05-18）.
155. ↑  "Cincinnati bans gay 'conversion' therapy" （页面存档备份，存于）. USA Today, 9 December 2015.
156. ↑  .   [2019-05-28]. （原始内容存档于2020-12-21）.
157. ↑  Gold, Michael. . New York Times. January 21, 2019  [2019-05-28]. （原始内容存档于2019-08-29）.
158. ↑  Anapol, Avery. . The Hill. April 8, 2019  [2019-05-28]. （原始内容存档于2020-12-07）.
159. 1 2  Mary Pat Gallagher. . New Jersey Law Journal.   [2015-03-05]. （原始内容存档于2016-12-20）.
160. ↑  . Equality On Trial. 2013-08-29  [2018-04-20]. （原始内容存档于2013-09-02）.
161. ↑  . www.courthousenews.com.   [2017-07-13]. （原始内容存档于2017-02-13）.
162. ↑  . Bloomberg. 2017-05-01  [2018-04-20]. （原始内容存档于2017-09-23）.
163. ↑  .   [2018-09-27]. （原始内容存档于2019-08-27） （西班牙语）.
164. 1 2 3 4 5 6 7   (PDF). bps.org.uk. UK Council for Psychotherapy: 2.   [2018-04-20]. （原始内容 (PDF)存档于2017-05-17）.
165. 1 2 3 4 5  . lambdalegal.org. Lambda Legal.   [2018-04-20]. （原始内容存档于2017-06-15）.
166. 1 2 3 4 5 6  . Human Rights Campaign. Human Rights Campaign.   [2017-04-12]. （原始内容存档于2017-04-27）.
167. ↑  . American Psychological Association. 2008  [2015-01-31]. （原始内容存档于2015-02-07）.
168. 1 2  . Psych.org.   [2011-07-18]. （原始内容存档于2008-09-10）.
169. ↑  H., K, , Psychiatric News (news division of the American Psychiatric Association), 1999-01-15  [2007-08-28], （原始内容存档于2008-08-20）
170. ↑  Luo, Michael, , The New York Times: 1, 2007-02-12  [2007-08-28], （原始内容存档于2014-10-27）
171. ↑  . wpanet.org. World Psychiatric Association. March 2016  [2018-04-20]. （原始内容存档于2016-04-17）. There is no sound scientific evidence that innate sexual orientation can be changed. Furthermore, so-called treatments of homosexuality can create a setting in which prejudice and discrimination flourish, and they can be potentially harmful. The provision of any intervention purporting to 'treat' something that is not a disorder is wholly unethical. ... WPA considers same-sex attraction, orientation, and behaviour as normal variants of human sexuality. It recognises the multi-factorial causation of human sexuality, orientation, behaviour, and lifestyle. It acknowledges the lack of scientific efficacy of treatments that attempt to change sexual orientation and highlights the harm and adverse effects of such 'therapies'.
172. ↑  Lace-Evans, Olivia. . BBC News (British Broadcasting Company). 2016-03-30  [2018-04-20]. （原始内容存档于2017-12-28）.
173. ↑  . paho.org. Pan American Health Organization of the World Health Organization.   [2018-04-20]. （原始内容存档于2017-12-16）.
174. ↑  Powell, Lois; Hein, Laura.  (PDF). ispn-psych.org. International Society of Psychiatric-Mental Health Nurses.   [2018-04-20]. （原始内容 (PDF)存档于2017-05-17）. In fact 'reparative or conversion therapies' have not supported authentic change in sexual orientation itself. ... There is no conclusive evidence that 'reparative therapy' is beneficial to patients. ... Harmful sequelae of reparative therapy reported in the literature include anxiety, depression, avoidance of intimacy, sexual dysfunction, PTSD, loss of self-confidence and self-efficacy, shame/guilt, self-destructive behavior, and suicidality.
175. ↑   (PDF), American Medical Association, 2016-09-30  [2018-04-24], （原始内容存档 (PDF)于2018-04-24）
176. ↑  McGeorge, Christi R.; Carlson, Thomas Stone; Toomey, Russell B. . Journal of Marital and Family Therapy. 2015, 41 (1): 42–56. ISSN 0194-472X. doi:10.1111/jmft.12040.
177. ↑  Committee on Adolescence,  (PDF), Pediatrics, Official Journal of the American Academy of Pediatrics, 1993, 92 (4): 631–634  [2007-08-28], （原始内容存档 (PDF)于2007-08-11）
178. ↑  , SpiritIndia.com,   [2007-08-28], （原始内容存档于2007-07-01）
179. ↑  . aasect.org. American Association of Sexuality Educators, Counselors and Therapists.   [2017-02-09]. （原始内容存档于2017-11-07）.
180. 1 2 3 4 5 6 7   (PDF). psychotherapy.org.uk. UK Department of Health. 2015  [2018-04-20]. （原始内容 (PDF)存档于2018-04-26）.
181. 1 2  Australian Medical Association. . Australian Human Rights Commission. 2007-06-21  [2018-03-17]. （原始内容存档于2015-12-22）. The AMA opposes the use of "reparative" or "conversion" therapy that is based upon the assumption that homosexuality is a mental disorder and that the patient should change his or her sexual orientation.
182. 1 2  Australian Medical Association. . 2017-05-20  [2018-03-17]. （原始内容存档于2017-07-06）. There are real and significant mental and physiological health impacts arising from structural discrimination, and the AMA supports moves to eliminate it in all of its forms.  All Australian doctors should offer sensitive, non-discriminatory care to all of their patients, regardless of their sexual orientation or gender identity.
183. 1 2 3 4 5 6  Australian Psychological Society.  (PDF). Australian Psychological Society. 2015  [2018-03-17]. （原始内容存档 (PDF)于2018-03-17）. (emphases in original)   APS strongly opposes any approach to psychological practice or research that treats lesbians, gay men, and bisexual people as disordered. The APS also strongly opposes any approach to psychological practice or research that attempts to change an individual's sexual orientation.
There is no peer-reviewed empirical psychological research objectively documenting the ability to 'change' an individual’s sexual orientation. Furthermore, there is no peer-reviewed empirical psychological research demonstrating that homosexuality or bisexuality constitutes a disorder. In addition to the lack of empirical support for the claim that sexual orientation can be changed, empirical evidence indicates that attempts at changing sexual orientation can be harmful.
184. 1 2  Rosenstreich, Gabi.  (PDF) 2nd. Sydney: National LGBTI Health Alliance. 2013: 10  [2018-03-17]. （原始内容 (PDF)存档于2015-04-20）. Experiences of LGBTI people include violence, refusal or reluctance to treat or if treating to acknowledge a health concern directly related to their sexual orientation, gender identity or intersex status. They also include homophobic and transphobic treatment paradigms, for example, pathologising LGBTI identity as a symptom of mental ill-health and using conversion therapies for same-sex attracted people (also known as reparative therapy). This practice claims to change sexual orientation and has been condemned the Australian Psychological Society and numerous other Australian and international professional associations as not only not working (as it is based on false premises) but also as unethical and harmful to the wellbeing of those who undergo it.
185. ↑  Royal Australian College of General Practitioners. . 2016  [2018-03-17]. （原始内容存档于2017-04-23）. [G]eneral practitioners (GPs) [must] have a good understanding of the diversity of sex, sexuality and gender in Australia, and to approach every individual in a holistic and non-judgemental way, minimise discrimination and obstacles to care access, and optimise the quality of healthcare that they provide.  The title of this contextual unit is intentionally broad to encompass individuals who may identify as lesbian, gay, bisexual, transgender, intersex, queer (LGBTIQ), asexual, pansexual, those who do not identify with any particular gender or sexual orientation, and those who prefer not to be categorised. The purpose of this unit is to challenge the 'binary' approach to provision of healthcare by GPs, in which assumptions and judgements are made about an individual's sex, sexuality and/or gender based on appearances and/or what is considered by the individual GP to be 'normal.' This approach is essentially flawed and typically impacts the quality of care that can be provided. ... GPs have an important role to play in advocating to reduce discrimination and in creating meaningful therapeutic relationships with LGBTIQ individuals to improve healthcare access. The establishment of high-quality therapeutic relationships and delivery of quality care to these individuals draws on the core skills in The Royal Australian College of General Practitioners' (RACGP's) 2016 curriculum.
186. ↑  Bell, Melissah; Costiga, Genevieve.  (PDF) (新闻稿). Royal Australasian College of Physicians jointly with the Royal Australian and New Zealand College of Psychiatrists. 2017-09-18  [2018-03-17]. （原始内容 (PDF)存档于2018-03-17）.
187. 1 2  Committee for Therapeutic Interventions and Evidence-Based Practice, Royal Australian and New Zealand College of Psychiatrists. . Royal Australian and New Zealand College of Psychiatrists. 2015  [2018-03-17]. （原始内容存档于2018-01-17）. The harm such therapies can cause to individuals, the contribution they make to the misrepresentation of homosexuality as a mental disorder, and the prejudice and discrimination that can flourish through the use of such therapies has led all major medical organisations to oppose the use of sexual orientation change efforts.
Recommendations
* The RANZCP does not support the use of sexual orientation change efforts of any kind
* Mental health workers must avoid misrepresenting the efficacy of sexual orientation change efforts when providing assistance to people distressed by their own or others' sexual orientation
* Mental health workers should assist people distressed by their sexual orientation by care and treatment approaches that involve acceptance, support, and identity exploration.  These should aim to reduce the stigma associated with homosexuality and respect the person’s religious beliefs.
188. 1 2  Board, Royal Australian and New Zealand College of Psychiatrists. . Royal Australian and New Zealand College of Psychiatrists. 2016  [2018-03-17]. （原始内容存档于2017-10-01）. [S]exual orientation change efforts, or often non-consensual therapies intended to change the sexual orientation of a person, are now broadly understood to be harmful and unethical
189. 1 2 3   (PDF).   [2018-04-20]. （原始内容存档 (PDF)于2018-04-21）.
190. ↑  . 台灣性諮商學會. 2016-12-04  [2018-04-24]. （原始内容存档于2018-04-25）.
191. ↑   (PDF). cpa.ca. Canadian Psychological Association. 2015  [2018-04-21]. （原始内容 (PDF)存档于2017-08-30）.
192. ↑  . canada.ca. Government of Canada.   [2018-04-21]. （原始内容存档于2017-12-22）. A student's sexual orientation is not a 'lifestyle' choice and under no circumstances should a student be counselled to change or attempt to 'repair' their sexual orientation. These kinds of 'conversion' or 'reparative' therapies have been criticized and discouraged by the American Psychological Association and by many teacher associations across Canada. Clinical research has demonstrated that these approaches are largely ineffective, ignore the impact of social stigmatization on mental health, and in some cases, can be extremely dangerous, particularly for vulnerable youth. Instead of attempting to change a student's sexual orientation, educators, administrators, and health care professionals should focus on helping the youth and their family to develop active coping mechanisms to address issues related to internalized homophobia, stigma, prejudice and discrimination.
193. ↑  Kjær, Reider. . Journal of Gay & Lesbian Psychotherapy (Haworth Medical Press). 2003, 7 (1/2): 65. doi:10.1300/J236v07n01_05. In October 2000, the General Assembly [of the Norwegian Psychiatric Association] voted overwhelmingly (about 90%) in favor of the following statement ... Homosexuality is no disorder or illness, and can therefore not be subject to treatment. A 'treatment' with the only aim of changing sexual orientation from homosexual to heterosexual must be regarded as ethical malpractice, and has no place in the health system.
194. ↑  Appropriate Therapeutic Responses to Sexual Orientation （页面存档备份，存于） Page 2
195. ↑  . American Psychological Association. 2003-06-01  [2007-08-28]. （原始内容存档于2007-08-07）.
196. ↑  . American Counseling Association. 2013-01-16  [2018-04-23]. （原始内容存档于2018-04-24）.
197. ↑  , American Psychological Association, 1997-08-14  [2007-08-28], （原始内容存档于2009-03-24）
198. ↑  Yarhouse, Mark, , Psychotherapy: Theory, Research, Practice, Training, Summer 1998, 35 (2): 248–259, doi:10.1037/h0087753.
199. ↑  Yarhouse & Throckmorton 2002，第66–75頁
200. ↑  Drescher 2001
201. ↑  Tozer, Erinn E.; McClanahan, Mary K., , The Counseling Psychologist, 1999, 27 (5): 722–742, doi:10.1177/0011000099275006.
202. ↑  美國心理學學會.  (PDF). 2008  [2018-04-26]. （原始内容存档 (PDF)于2017-06-24）.
203. ↑  . NARTH.   [2012-07-05]. （原始内容存档于2012-07-11）.
204. ↑  British Psychological Society.  (PDF). （原始内容存档 (PDF)于2016-02-22）.
205. ↑  . Pediatrics. 2013, 132 (1): 198–203. ISSN 0031-4005. PMID 23796746. doi:10.1542/peds.2013-1282.
206. ↑  . Institute of Medicine/National Academies Press. 2011-03-31: 146  [2018-04-24]. （原始内容存档于2013-11-15）.
207. ↑  . Religionnews.com.   [2015-07-07]. （原始内容存档于2015-08-17）.
208. ↑  Zachariah P, Blaschke GS, Weddle M. . Virtual Mentor. 2014, 16 (11): 877–83  [2018-04-24]. PMID 25397646. doi:10.1001/virtualmentor.2014.16.11.ecas2-1411. （原始内容存档于2015-05-22）.
209. ↑   (PDF). （原始内容 (PDF)存档于2016-02-09）.
210. ↑   (PDF). （原始内容 (PDF)存档于2015-01-23）.
211. ↑  , World Health Organization, 2007  [2007-08-28], （原始内容存档于2007-10-13）
212. ↑  . Pan American Health Organization.   [2012-05-26]. （原始内容存档于2012-05-26）. archived here .
213. 1 2 3  Australian Psychological Society.  (PDF). Australian Psychological Society. 2007-09-27  [2018-03-17]. （原始内容存档 (PDF)于2018-03-12）. The Australian Psychological Society Limited (the Society) adopted this Code of Ethics (the Code) at its Forty-First Annual General Meeting held on 27 September 2007. ... Reprinted October 2016
214. ↑  . Psychology Board of Australia. 2018-01-29  [2018-03-17]. （原始内容存档于2018-03-13）. The Board has adopted the Australian Psychological Society Code of Ethics for the profession.
215. ↑  . Australian Psychological Society. 2018  [2018-03-17]. （原始内容存档于2018-03-17）. In 2010 the Psychology Board of Australia adopted the APS Code of Ethics for the profession.
216. ↑  . ABC News. 2016-02-09  [2017-07-13]. （原始内容存档于2017-01-03）.
217. ↑  Young, Evan. . SBS News. 2018-03-05  [2018-03-17]. （原始内容存档于2018-03-17）.
218. ↑  . Hack, Triple J (Australian Broadcasting Corporation). 2017-02-02  [2017-07-13]. （原始内容存档于2017-08-23）.
219. ↑  Reynolds, Emma. . news.com.au (News Corp Australia). 2017-02-02  [2018-03-17]. （原始内容存档于2018-03-18）.
220. 1 2  Tomazin, Farrah. . The Age. 2018-03-09  [2018-03-17]. （原始内容存档于2018-03-17）.
221. ↑  Jennings, Mark A. C. . Religions (MDPI). 2018, 9 (2). article 53. doi:10.3390/rel9020053.
222. 1 2  Tomazin, Farrah. . The Age. 2018-03-16  [2018-03-17]. （原始内容存档于2018-03-16）.
223. ↑  Beresford, Meka. . PinkNews. 2018-03-16  [2018-03-17]. （原始内容存档于2018-03-17）.
224. 1 2  Hirst, Jordan. . QNews Magazine. 2018-03-13  [2018-03-17]. （原始内容存档于2018-03-17）.

### 文獻
- Drescher, Jack; Zucker, Kenneth (编), , New York: Harrington Park Press, 2006, ISBN 1-56023-557-8
- Ford, Jeffry G., , Journal of Gay & Lesbian Psychotherapy, 2001, 5 (3–4): 69–86, doi:10.1300/J236v05n03_06
- Haldeman, Douglas C.,  (PDF), Gonsiorek, John; Weinrich, James  (编), , Newbury Park, California: Sage Publications, Inc, 1991  [2017-12-18], ISBN 0-8039-3764-4, （原始内容 (PDF)存档于2018-02-06）
- Yoshino, Kenji, , Yale Law Journal, 2002, 111 (4)  [2017-12-18], （原始内容存档于2015-10-25）
- Drescher, Jack, , Journal of Homosexuality, June 1998, 36 (1): 19–42, PMID 9670099, doi:10.1300/J082v36n01_02
- Lewes, Kenneth, , New York: Simon & Schuster, 1988, ISBN 0-671-62391-5
- Freud, Sigmund, , London: Penguin Books, 1991, ISBN 0-14-013797-1
- LeVay, Simon, , Cambridge: MIT Press, 1996, ISBN 0-262-12199-9
- O'Connor, Noreen; Ryan, Joanna, , London: Virago, 1993, ISBN 1-85381-303-6
- Freud, Ernst L., , New York: Dover Publications, Inc, 1992, ISBN 0-486-27105-6
- Jones, Ernest, , New York: Basic Books, 1955
- Stanton, Martin, , Northvale: Jason Aronson Inc, 1991, ISBN 0-87668-569-6
- Young-Bruehl, Elisabeth, , New York: Summit Books, 1988, ISBN 0-671-68751-4
- Gay, Peter, , London: Papermac, 2006, ISBN 0333486382
- Katz, Jonathan, , New York: Crowell, 1976, ISBN 0690005105
- Terry, Jennifer, , Chicago: Chicago University Press, 1999, ISBN 0226793664
- Bergler, Edmund, , Time, 10 Dec 1956  [2018-03-29], （原始内容存档于2012-07-11）
- Bergler, Edmund, , Collier Books, 1962
- Bayer, Ronald, , Princeton: Princeton University Press, 1987, ISBN 0-691-02837-0
- Bieber, Irving, , Basic Books Inc, 1962
- Plowman, William, , NPR, 2008-05-12  [2018-03-31], （原始内容存档于2020-12-31）
- Johnson, Chris, , Washington Blade, 2008-05-12  [2018-03-31], （原始内容存档于2008-05-02）
- Norcross, John C.; Koocher, Gerald P.; Garofalo, Ariele, , Professional Psychology: Research and Practice, October 2006, 37 (5): 515–522, doi:10.1037/0735-7028.37.5.515
- Jones, S. L.; Yarhouse, A. M., , Downers Grove, IL: InterVarsity Press, 2007
- Bright, Chuck, , Clinical Social Work Journal, December 2004, 32 (4): 471–481, doi:10.1007/s10615-004-0543-2
- Domenici, Thomas; Lesser, Ronnie C., , New York: Routledge, 1995, ISBN 0-415-91198-2
- Shidlo, Ariel; Schroeder, Michael, , Professional Psychology: Research and Practice, 2002a, 33 (3): 249–259, doi:10.1037/0735-7028.33.3.249
- Shidlo, Ariel; Schroeder, Michael, : 137, 2002b  [2011-05-17], ISBN 978-0-7890-1911-0
- Yarhouse, Mark A.; Throckmorton, Warren, , Psychotherapy: Theory/Research/Practice/Training, 2002, 39 (1): 66–75, doi:10.1037/0033-3204.39.1.66
- Drescher, Jack, , Journal of Gay & Lesbian Psychotherapy (Haworth Press), 2001, 5 (3/4): 183, doi:10.1300/j236v05n03_11

## 外部連結
- The Trevor Project's 50 Bills 50 States Campaign（页面存档备份，存于）
- Article by Thomas Maier about Masters and Johnson（页面存档备份，存于）
- Facts About Changing Sexual Orientation: Dr. Gregory M. Herek（页面存档备份，存于） University of California, Davis
- YouTube上的Interview with Dr. Robert Spitzer, M.D. (retracting his study on conversion therapy)
- Investigation into Conversion TherapyThe Independent (Archived 2012-05-31 at WebCite)
- Psychiatry Giant Sorry for Backing Gay 'Cure'（页面存档备份，存于） The New York Times
- What does the scholarly research say about whether conversion therapy can alter sexual orientation without causing harm?（页面存档备份，存于） on the "What We Know" Project (Columbia University)（页面存档备份，存于）